# 南風見

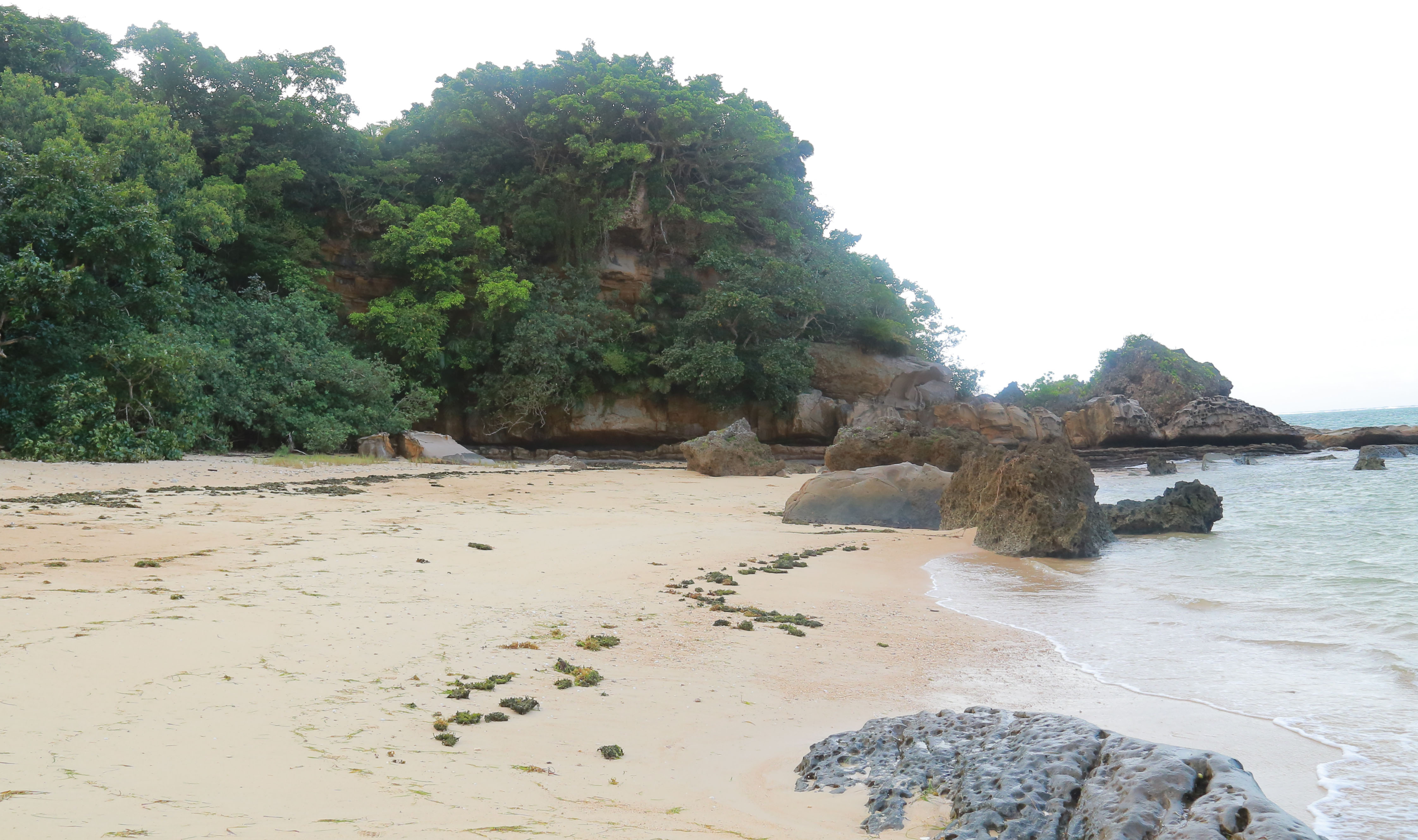
南風見田の浜

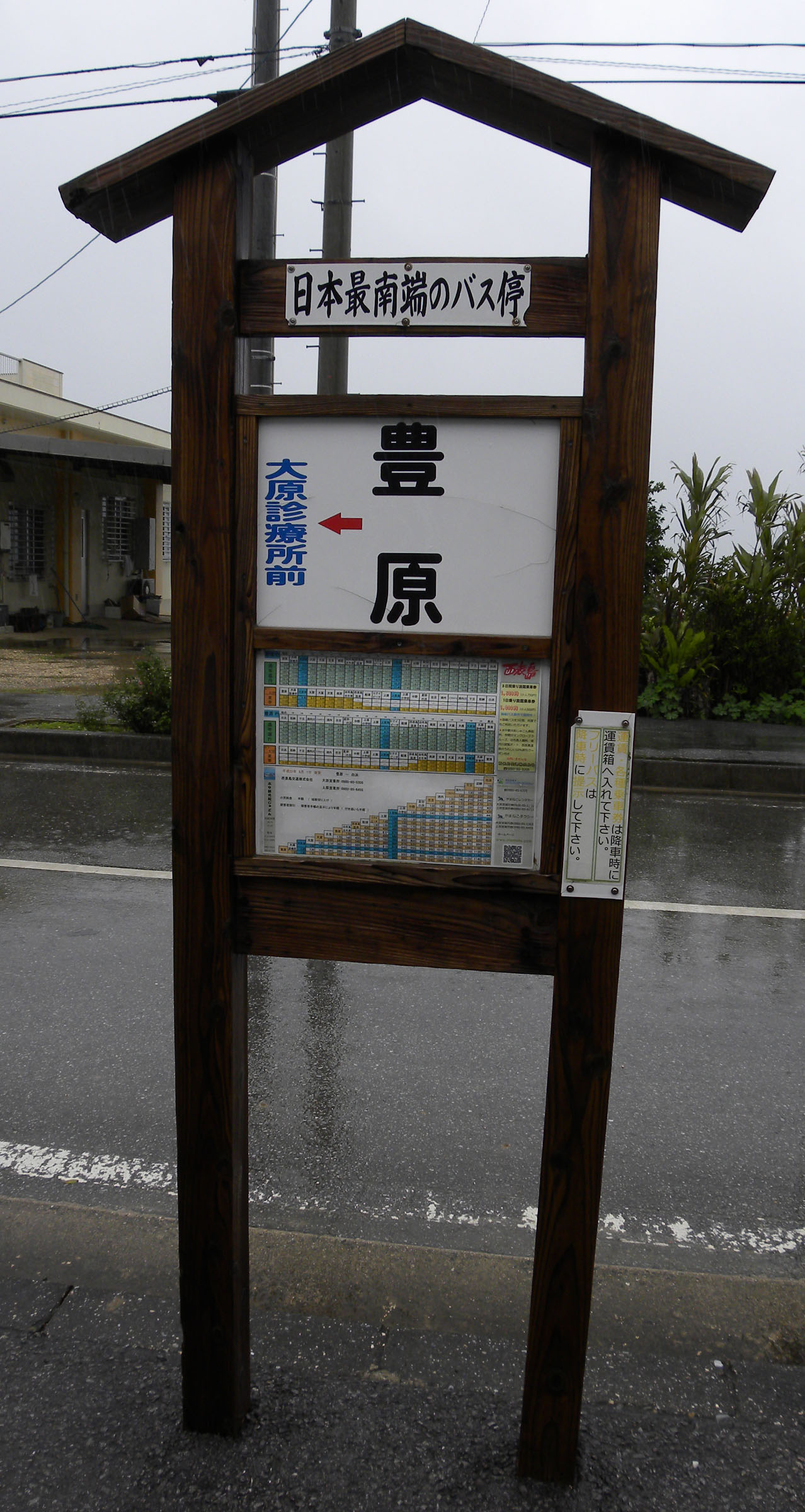
豊原バス停。「日本最南端のバス停」と記載されている。

南風見（はいみ）は、日本の南西諸島、沖縄県八重山郡竹富町の大字。西表島の南東部に当たる。郵便番号 907-1434。

## 地理
字南風見は南部の豊原集落から仲間川の中上流部分までを含む広大な地域であり、沖縄県道215号白浜南風見線の起点となっている。県道沿いの北側は字南風見仲（はいみなか）、道路の通っていない西側は字西表と接している。
かつては以下の小字に分けられていた。

### 大原
入植地としての歴史は比較的新しく、1938年と1941年に新城島の農民が集団移住して集落を形成したことを起源とする。西表島と島外を結ぶ拠点である仲間港（大原港）が在り、島の交通・経済の中心地となっている。
1960年代以降、竹富町外の石垣市に所在する町役場の移転候補地となっているが異論も多く、移転の目処は立っていない。

### 豊原
大原の南側に在り、18世紀に波照間島からの入植者が最初に開拓村を築いた場所。島内を県道215号線に沿って横断する西表島交通の路線バスの発着点となっている。
南風見田の浜は夏場に海水浴客で賑わう風光明媚な海岸であるが、太平洋戦争激化に伴い波照間島からの疎開を強いられマラリアで多くの波照間出身者が命を落とした悲劇の地でもあり、波照間国民学校（現：竹富町立波照間小学校）の校長・識名信升が生存者と共に波照間島へ引き揚げる際に戦争マラリアの犠牲者を悼んで岩へ「忘勿石 ハテルマ シキナ」と刻み付けた。1992年、マラリアの犠牲者を慰霊する「忘勿石之碑」が新たに建設されている。

## 歴史
南風見は元々、琉球王国時代の1734年に西表島西部の崎山と同様、波照間島の島民を強制移住させた開拓村であったがマラリアの流行で入植が停滞し、廃村となる。20世紀に入ってマラリアが根絶され、入植が再開された。

## 名所・旧跡・施設
- 仲間港（大原港）
- 西表島交通本社
- 竹富町役場西表東部出張所
- 西表大原郵便局
- 八重山警察署大原駐在所
- 竹富町立大原小学校
- 竹富町立大原中学校
- 南風見田の浜
- 南風見田キャンプ場
- ラ・ティーダ西表リゾート（カンパネルラの湯）

- ヤマネコ発見地の碑
- 南風見田キャンプ場（日本最南端のキャンプ場）